# Liosina paradoxa
Liosina paradoxa är en svampdjursart som beskrevs av Thiele 1899. Liosina paradoxa ingår i släktet Liosina och familjen Dictyonellidae. Inga underarter finns listade i Catalogue of Life.